# I fuochi del Basento
I fuochi del Basento è un romanzo storico-antropologico di Raffaele Nigro del 1987. Racconta la storia di una famiglia del Sud Italia durante l'ultimo travagliato periodo di vita del regno borbonico, ed il suo coinvolgimento nei turbolenti e confusi moti popolari dell'epoca, in cui la distinzione tra rivoltosi, patrioti e briganti finiva spesso per sottostare al caso e all'occasione. Con questo romanzo Nigro vinse nel 1987 il Premio Campiello ed il Premio Napoli.

## Trama
Nella masseria di San Nicola, sulle rive dell'Ofanto, i Nigro ci vivono da quattro generazioni, facendo i braccianti agricoli per i padroni delle terre, i Galiani, sin da quando l'avo Bartolomeo sul finire del 1600 vi arrivò fuggendo dai debiti. Ma ora, quasi due secoli dopo, la sventura si abbatte su casa Nigro, accompagnata dai venti di buriana che si abbattono sul regno del re nasone. Il capofamiglia Francesco, contadino nato con uno straordinario talento per la poesia (senza aver mai imparato a leggere e scrivere) si ritrova invischiato in un guaio di legge, e da fuggiasco si unisce ai briganti del posto. Tocca così alla moglie Concetta Libera tirar su i figli, poco aiutata da i suoceri e da un cognato mezzo scemo, mentre il marito diventa per scelta ed occasione il generale di una truppa assai irregolare, impegnata in un'aspra lotta in difesa della causa dei senza terra, contro l'autorità costituita. Una guerra scombinata ed itinerante, in cui può capitare di trovarsi al fianco del figlio del padrone delle proprie terre, ammaliato dalle nuove idee che arrivano dalla Francia, e contro i propri figli più grandi, arruolati d'autorità nelle truppe del re per combattere questi ribelli senza Dio. Tra battaglie vinte e perse, e malgrado i consigli dei parenti morti, Francesco finirà inghiottito dalla disfatta della sua parte, rischiando di travolgere tutta la famiglia nella disgrazia. Solo grazie all'intervento di Carlantonio, il primogenito spinto nella guerra dalla parte giusta, le cose per i Nigro sembrano riaggiustarsi, se non che una questione d'onore spinge l'avventato ragazzo a farsi prima brigante e poi pastore per lunghi anni, nell'attesa che si calmino le acque. E le acque invece si rimescolano, i francesi conquistano il regno spingendo Carlantonio al ritorno alla macchia tra le file del sanguigno Taccone, brigante che con la scusa della guerra per il re coltiva grandi ambizioni personali. Nel frattempo il più giovane dei Nigro, Raffaele Arcangelo, avviato alla vita monacale dalla madre nella speranza di equilibrare i molti peccati della famiglia, comincia a manifestare i segni della santità, gettando nello scompiglio la piccola comunità di frati del convento di Acerenza. Carlantonio, tradito dai compagni ed inseguito dall'autorità e dalle vendette personali, è costretto a trovare riparo in Sicilia. Ma mentre il fratello più giovane cresce imparando a gestire un fardello pesante, un nuovo rivolgimento riporta il re sul trono e permette a Carlantonio un ritorno a casa da trionfatore, amnistiato per meriti di fedeltà. Anche la sorte lo favorisce, permettendogli di riavvicinarsi alla donna che ha amato e lo ama, e che gli ha dato un figlio, oramai cresciuto ed avviato alla vita delle carte. Raffaele Arcangelo intanto si fa uomo, e decide di usare i doni di cui è portatore per creare una comunità che dia rifugio ai miseri ed ai malati, dopo che un'epidemia di colera si porta via mamma Concetta Libera e zio Luigi. Verrà aiutato da briganti e sovversivi, rischiando per questo la punizione dei superiori, trovandovi alla fine appoggio, ma scarso aiuto. E quando nuove sommosse si profilano, tocca a Vitodonato, figlio di Carlantonio, rimanerci invischiato, gettandolo alla macchia. Ma stavolta arriva Garibaldi, ed è il giro giusto, e nemmeno le ultime resistenze borboniche, affidate al brigante Carmine Crocco, a cui si unisce anche l'indomito Carlantonio, fedele fino all'ultimo alla causa per cui ha sempre lottato, possono fermare l'inevitabile. Gli ultimi colpi di coda si porteranno però via Raffaele Arcangelo, e lo stesso Carlantonio.

## Personaggi
- Francesco Nigro. Nato bracciante con la passione ed il talento della poesia, la sorte lo fa brigante e poi generale per sostenere la causa dei contadini, per i quali darà la vita, pur di non perdere l'orgoglio.
- Concetta Libera Palomba. Moglie di Francesco, donna devota e ligia alle tradizioni, si ritrova suo malgrado con un marito brigante e sovversivo, e dei figli non meno complicati e ribelli. Dovrà subirne tante, e solo dall'ultimo nato Raffaele avrà vere soddisfazioni.
- Carlantonio Nigro. Figlio di Francesco, finisce per obbligo di leva a combattere contro il padre, per poi diventare anche lui brigante per la causa del re, o forse meglio per se stesso. Orgoglioso ed avventato, riuscirà a scamparla solo grazie all'aiuto del cielo, e si sdebiterà.
- Raffaele Arcangelo Nigro. Ragazzo avviato alla vita monacale, si ritrova addosso il gravoso peso dei segni della grazia divina, riuscendo a fatica a non rimanerne schiacciato.
- Federico Filangieri. Militare, uomo di leggi e di doveri che si invaghisce della primogenita dei Nigro, finendo dopo lunga corte per sposarla, per scoprire di essere arrivato buon secondo. Ne nascerà una contesa destinata a finire solo con la sua morte.
- Porzia Maria della Neve Filangieri. Sorella di Federico, viene rapita e disonorata da Carlantonio per punire lo sgarro alla famiglia, ma ne nascerà un legame più forte di un matrimonio.
- Don Tommaso Maria Bindi. Avvocato di idee liberali, convinto sostenitore della causa dei contadini, si ritroverà alternativamente a promuovere e subire i corsi ed i rovesci di una guerra senza capo né coda, di cui non vedrà la fine sperata.
- Padre Ferdinando Paolino Tortorelli. Sacerdote dotato tanto di saggezza quanto di amore per la conoscenza, a suo agio tra i contadini e tra gli strani strumenti che la nuova scienza usa per indagare il mondo.

## Edizioni
- Raffaele Nigro, I fuochi del Basento, BUR, RCS Rizzoli Libri S.p.a., 1988, ISBN 88-17-16679-0.
- Raffaele Nigro, I fuochi del Basento, Camunia editrice srl, Milano, 1987